# 鳥取県道274号青谷停車場井手線
鳥取県道274号青谷停車場井手線（とっとりけんどう274ごう あおやていしゃじょういでせん）は、鳥取県鳥取市を通る一般県道である。

## 概要
鳥取市青谷町青谷から鳥取市青谷町井手に至る。

### 路線データ
本線
- 起点：鳥取県鳥取市青谷町青谷（JR西日本山陰本線 青谷駅前、鳥取県道261号青谷停車場線起点）
- 終点：鳥取県鳥取市青谷町井手（国道9号交点）

バイパス
- 起点：鳥取県鳥取市青谷町青谷（鳥取県道51号倉吉川上青谷線交点）
- 終点：鳥取県鳥取市青谷町長和瀬（国道9号交点）
- 未開通区間：全線

## 歴史
- 2016年（平成28年）3月31日 - 鳥取県告示第220号により、旧道の鳥取市青谷町青谷（青谷駐在所前（現在の青谷駅バス停前） - 鳥取県道51号倉吉川上青谷線交点間）を鳥取市に移管し、鳥取市道3431122号青谷駅前2号線となった[1][2]。

## 路線状況

### 重複区間
本線
- 鳥取県道261号青谷停車場線（鳥取市青谷町青谷）
- 鳥取県道51号倉吉川上青谷線（鳥取市青谷町青谷）

## 地理

### 通過する自治体
- 鳥取県
  - 鳥取市

### 交差する道路
| 交差する道路                            | 交差する場所 | 交差する場所       |
| 本線                                    | 本線         | 本線               |
| --------------------------------------- | ------------ | ------------------ |
| 鳥取県道261号青谷停車場線 重複区間起点  | 青谷町青谷   | 起点               |
| 鳥取県道261号青谷停車場線 重複区間終点  | 青谷町青谷   |                    |
| 鳥取県道280号俵原青谷線                 | 青谷町善田   | 日置川橋西詰交差点 |
| 鳥取県道51号倉吉川上青谷線 重複区間起点 | 青谷町青谷   |                    |
| 鳥取県道51号倉吉川上青谷線 重複区間終点 | 青谷町青谷   |                    |
| 国道9号 鳥取県道22号倉吉青谷線 重複     | 青谷町井手   | 終点               |
| バイパス                                |              |                    |
| 鳥取県道51号倉吉川上青谷線              | 青谷町青谷   |                    |
| 国道9号 鳥取県道22号倉吉青谷線 重複     | 青谷町長和瀬 | バイパス終点       |

### 交差する鉄道
- 山陰本線

### 沿線
- JR西日本山陰本線 青谷駅
- 青谷上寺地遺跡
- 鳥取市立青谷中学校